# Robert Hunter
Robert Owen Hunter (Joanesburgo, 22 de abril de 1977), é um ciclista de estrada da África do Sul.

## Carreira
Especialista em sprint, já passou por equipas como a Lampre, Mapei, Rabobank, Phonak e encontra-se na Barloworld, equipa do português Hugo Sabido.
Conta no seu currículo com vitórias na Volta à Suíça (2), e respectiva classificação dos pontos, na Tour de Catar (2), e a sua classificação geral, no Tour de Langkawi (2) e a classificação da regularidade e venceu por 2 vezes na Volta a Espanha.
Foi também Campeão sul-africano de contrarrelógio, mas o seu triunfo mais importante apenas foi obtido este ano, na 11ª etapa da Volta a França. Além disso foi o 2º mais regular na "Grand Boucle".
Também obteve triunfos em Portugal, mais precisamente na Volta ao Distrito de Santarém, acabando por sagrar-se vencedor da sua classificação final.
Venceu o Pick 'n Pay Go Banking Cyclist of the Year Award na África do Sul por quatro vezes consecutivas (2001 - 2004).